# Karel Bohuš Kober
Karel Bohuš Kober (13. prosince 1849, Tábor – 2. října 1890, Praha) byl český sportovec a spisovatel.

## Život
Karel Bohuš Kober byl syn předního českého nakladatele Ignáce Leopolda Kobera, vydavatele (Riegrova) Slovníku naučného, první české encyklopedie. Studoval na pražském Akademickém gymnáziu a pak na prestižním Hermannově vzdělávacím ústavu ve Vídni. Odtud putoval před soud a pak do žaláře, když byl jako čtrnáctiletý mladík spolu s několika přáteli odsouzen za přípravu atentátu na císaře Františka Josefa I. k pětiletému trestu.
Po roce věznění byl roku 1865 císařem amnestován (v téže době byl krátce vězněn i jeho otec pro své vlastenecké politické angažmá). Když se Kober vrátil do Prahy, byl už jeho otec vážně nemocen a Kober se musel připravit na převzetí podniku – studoval proto krátce na obchodní škole a pak praktikoval jako volontér u otcova kolegy, knihkupce a nakladatele Calveho. V roce 1866 jeho teprve jedenačtyřicetiletý otec zemřel při léčení v Janských Lázních v Krkonoších. Zatímco o jeho otci Jan Neruda napsal, že byl „českým nakladatelem a knihkupcem par excellence“, Kober jeho nadání nezdědil a podnik přivedl na pokraj krachu, pro který ovšem vytvořilo počáteční předpoklady také finančně vyčerpávající vydávání první české encyklopedie (11 svazků, 1860–1874).
Kober byl svým současníkům známý více jako nakladatel a sportovec než jako spisovatel. V Praze založil šermířský spolek a veslařský klub; angažoval se také v Sokole. Tělovýchově věnoval několik drobných publikací, z nichž první, Úvod do tělocviku, vydal již ve čtrnácti letech. Proslul také jako šachista a šachový úlohář. Této hře věnoval několik ve své době ceněných knih (Příruční hra šachovní, Hra v šachy).
Koberovo literární dílo nebylo příliš rozsáhlé a tiskem vyšlo jen zčásti. Jako čtyřiadvacetiletý si vydal soubor črt Zimní večery, zajímavý text s místy až naturalistickými obrazy lidských vztahů a bídy, vyvážený idylickými momenty stejně jako parodickým nahlédnutím do světa zvířecích obyvatel domu. Rozsáhlejší společenskou novelu Dvě léta v Janských Lázních, reprezentantku dobové konzumní prózy s několika osobitými momenty, si Kober vydal v roce 1883.
Ze souboru povídek Z různých kruhů vyšel pouze první díl roku 1885, druhý díl Kober již nevydal. Ani další kniha, veřejnosti již ohlášená jako „v tisku“, pro finanční potíže nakladatelství nevyšla a její rukopis je dnes nezvěstný. Měla se jmenovat Obrazy lesní s podtitulem Fantasie lesní prosou. Ilustrovat ji měl Adolf Liebscher, a to „více než 20 výbornými ilustracemi, dílem ve velikosti celé strany, půlstrany, iniciálkami atd.“
Jako překladatel se Kober uvedl především překlady Hanse Christiana Andersena, které vyšly pod názvem Výbor veškerých povídek a báchorek H. C. Andersena za Koberova života ve dvou vydáních. Kniha, vyzdobená 43 dřevoryty, došla značné čtenářské obliby.
Zemřel roku 1890 v Praze. Pohřben byl na Olšanských hřbitovech.